# NGC 2766
NGC 2766 est une galaxie spirale située dans la constellation du Cancer. NGC 2766 a été découverte par l'astronome français Édouard Stephan en 1884.

## Caractéristiques
Sa vitesse par rapport au fond diffus cosmologique est de 4 431 ± 18 km/s, ce qui correspond à une distance de Hubble de 65,4 ± 4,6 Mpc (∼213 millions d'al).
À ce jour, trois mesures non basées sur le décalage vers le rouge (redshift) donnent une distance de 79,133 ± 1,270 Mpc (∼258 millions d'al), ce qui est à l'extérieur des valeurs de la distance de Hubble. Notons que c'est avec la valeur moyenne des mesures indépendantes, lorsqu'elles existent, que la base de données NASA/IPAC calcule le diamètre d'une galaxie et qu'en conséquence le diamètre de NGC 2766 pourrait être d'environ 28,5 kpc (∼93 000 al) si on utilisait la distance de Hubble pour le calculer. 
La classe de luminosité de NGC 2766 est I-II et elle présente une large raie HI. Selon la base de données Simbad, NGC 2766 est une galaxie LINER, c'est-à-dire une galaxie dont le noyau présente un spectre d'émission caractérisé par de larges raies d'atomes faiblement ionisés.